# Raphaël Faÿs
 (juillet 2025).
La mise en forme du texte ne suit pas les recommandations de Wikipédia : il faut le « wikifier ».
Les points d'amélioration suivants sont les cas les plus fréquents. Le détail des points à revoir est peut-être précisé sur la page de discussion.
- Les titres sont pré-formatés par le logiciel. Ils ne sont ni en capitales, ni en gras.
- Le texte ne doit pas être écrit en capitales (les noms de famille non plus), ni en gras, ni en italique, ni en « petit »…
- Le gras n'est utilisé que pour surligner le titre de l'article dans l'introduction, une seule fois.
- L'italique est rarement utilisé : mots en langue étrangère, titres d'œuvres, noms de bateaux, etc.
- Les citations ne sont pas en italique mais en corps de texte normal. Elles sont entourées par des guillemets français : « et ».
- Les listes à puces sont à éviter, des paragraphes rédigés étant largement préférés. Les tableaux sont à réserver à la présentation de données structurées (résultats, etc.).
- Les appels de note de bas de page (petits chiffres en exposant, introduits par l'outil «  Source ») sont à placer entre la fin de phrase et le point final[comme ça].
- Les liens internes (vers d'autres articles de Wikipédia) sont à choisir avec parcimonie. Créez des liens vers des articles approfondissant le sujet. Les termes génériques sans rapport avec le sujet sont à éviter, ainsi que les répétitions de liens vers un même terme.
- Les liens externes sont à placer uniquement dans une section « Liens externes », à la fin de l'article. Ces liens sont à choisir avec parcimonie suivant les règles définies. Si un lien sert de source à l'article, son insertion dans le texte est à faire par les notes de bas de page.
- La présentation des références doit suivre les conventions bibliographiques. Il est recommandé d'utiliser les modèles {{Ouvrage}}, {{Chapitre}}, {{Article}}, {{Lien web}} et/ou {{Bibliographie}}. Le mode d'édition visuel peut mettre en forme automatiquement les références.
- Insérer une infobox (cadre d'informations à droite) n'est pas obligatoire pour parachever la mise en page.

Pour une aide détaillée, merci de consulter Aide:Wikification.
Si vous pensez que ces points ont été résolus, vous pouvez retirer ce bandeau et améliorer la mise en forme d'un autre article.
Pour les articles homonymes, voir Faÿs.
Raphaël Faÿs, est un guitariste et compositeur français né le 10 décembre 1959 à Paris. Il aborde plusieurs styles, du jazz au flamenco en passant par le swing manouche, le jazz fusion et le classique.

## Biographie
Initié à l'âge de cinq ans par son père, Louis Faÿs, guitariste de jazz, il apprend le solfège et la guitare classique à l'Académie de guitare de Paris. Il joue dans les bars parisiens comme la Chope des Puces, dans le marché aux puces de Saint-Ouen près de la porte de Clignancourt.
En 1976, il fait sa première apparition télévisée au Grand Échiquier dans des adaptations en style swing manouche de morceaux du guitariste de picking Marcel Dadi, et se fait connaître du grand public.
En 1985, il reçoit le Prix des neuf muses décerné par l'association Initiatives tsiganes, car il interprète et compose pour la guitare classique. Elle tient une grande place dans sa carrière d'instrumentiste. On retrouve dans sa musique des intonations de Chopin, de Villa-Lobos, de Barrios.
Il s'investit dans le style jazz fusion puis, en 1987, il rencontre Paco de Lucía à Paris et se consacre au flamenco, qu'il  travaille avec ses amis espagnols : « Le flamenco est une musique que j'ai vécue et que je sens au fond de moi. Il transpire dans ma façon de jouer, même quand je joue du jazz… Quand je monte sur scène, je suis comme un torero qui entre dans l'arène. »
En 2007, parallèlement à la sortie d'une trilogie d'albums doubles, il publie chez le même éditeur (Le Chant du Monde / Harmonia Mundi) le DVD : Ma vie à travers la guitare, sous-titré « Gypsy & Classic », du nom du premier des trois doubles-CD.
En 2008, il sort son premier album flamenco, Andalucia, puis Extremadura, Mi camino con el flamenco en 2011, et Circulo de la noche, en 2014.
L'approche de l'artiste est liée à sa technique au médiator. Puisant dans les traditions et les enrichissant de son apport personnel, il compose de nombreuses œuvres d'inspiration flamenca : bulerías, alegrías, fandango…
Raphaël Faÿs se produit dans le monde entier et a enregistré une trentaine d'albums.

## Distinctions
- 1985 : Prix international tzigane des neuf muses de l'association Initiatives tsiganes à l'espace Graslin de Nantes